# 이스테드보드

이스테드보드(웨일스어: Eisteddfod, 발음: [ə(i)ˈstɛðvɔd])는 문학, 음악, 연기를 주제로 하는 웨일스의 축제이다. 이 축제의 전통은 12세기 경으로 거슬러 올라가는데, 데헤바르쓰의 리스 압 그리피드(Rhys ap Gryffydd of Deheubarth)가 카디건의 저택에서 시와 음악을 다루는 축제를 개최한 것이 유래이다. 하지만 음유시인의 전통이 쇠락하면서, 이 축제도 일시적으로 중단된다. 현재와 비슷한 형식을 갖춘 이스테드보드는 18세기에 이르러 다수의 비공식적 축제가 등장하면서 부활하게 된 것이다.
최초의 이스테드보드를 언제로 볼 것이냐는 학자들 사이에 많은 논쟁이 있다. 웨일스에서 시를 심사하는 판정단은 확실히 12세기부터 존재했으며, 고대 켈트 음유시인들도 시를 심사하는 방식을 공식화했던 것으로 보인다.
최초의 이스테드보드는 1176년으로 추정하며, 귀족인 리스 경이 카디건에 위치한 본인의 성에서 웨일스 각지의 시인과 음악가를 초청한 모임을 개최했다. 최고의 실력을 지닌 시인과 음악가에게는 리스 경의 탁자에서 의자를 상으로 수여했는데, 이는 현대의 이스테드보드 축제와 동일한 전통이다. 최초의 대규모 이스테드보드는 1451년에 카마던(Carmarthen)에서 열렸고, 1568년에는 카에루위스(Caerwys)에서 열린 것으로 기록되었다. 당시 상품으로는 최고의 시인에게 모형 은제 의자, 우승한 현악 연주가에게 작은 은제 크루스, 최고의 가수에게 은제 혀 모형이, 최고의 하피스트에게 소형 은제 하프가 수여되었다.
원래 이 경연은 귀족에게 보수를 지급받는 전문 웨일스 음유시인들만이 출전할 수 있었다. 잉글랜드의 엘리자베스 1세는 경연의 수준을 최상으로 유지하기 위해서 음유시인들이 시험에 응시하고 자격을 취득하도록 명령했다. 하지만 웨일스 예술에 대한 관심이 점차 사그라들면서, 이스테드보드의 기준도 낮아지고 격식을 덜 중요시하게 되었다. 1789년, 토마스 존스는 코웬에서 이스테드보드를 기획했다. 이 축제에는 최초로 일반인이 출전할 수 있었고, 이 행사의 성공이 웨일스의 문학과 음악에 대한 관심이 부활하는 계기가 되었다.